# Ursula Köllner
Ursula Köllner (* 18. April 1920 in Gießen; † 21. August 1995) war eine deutsche Schauspielerin.

## Leben
Ursula Köllner erhielt gegen Ende der 1930er Jahre ihre künstlerische Ausbildung in Frankfurt am Main. Ihr Debüt gab sie in Wuppertal; es folgten während des Zweiten Weltkrieges Verpflichtungen an Bühnen in Graudenz und Bremen. Anschließend war sie einige Jahre als freischaffende Künstlerin tätig.
Köllner war als Theaterschauspielerin ab 1958 an der Landesbühne Rhein-Main engagiert, aus der später das Frankfurter Theater am Turm hervorging. Dort trat sie unter anderem als Babett in dem Volksstück mit Musik Sturm auf die Konstablerwache von Ernst Nebhut und Gerhard Jussenhoven auf; die Inszenierung wurde auch für das Fernsehen aufgezeichnet und im August 1965 in einigen Regionalprogrammen ausgestrahlt. Später spielte sie auch am Theater am Turm; im Februar 1969 übernahm sie dort die Rolle der Frau Libere in dem Theaterstück Der schwarze Schwan von Martin Walser in einer Inszenierung von Claus Peymann. 1989 trat sie am Frankfurter Volkstheater gemeinsam mit Liesel Christ in dem Lustspiel Dehaam is Dehaam auf. Bis Anfang der 1990er Jahre war Köllner als Theaterschauspielerin in Frankfurt am Main tätig.
Ab 1960 spielte Köllner in insgesamt 26 Folgen die Rolle der „stets frustrierten“, willfährigen und ihren Chef eifersüchtig bewachenden Chefsekretärin Else Sauerberg in der Familienserie Die Firma Hesselbach. Köllner wirkte ab Folge 4 durchgehend in der Serie mit. Sie ersetzte in der Serie ihre Cousine Hilde Sauerberg (gespielt von der Schauspielerin Käte Jaenicke), die aus der Firma ausgeschieden war. Köllner hatte bereits in dem Kinofilm Herr Hesselbach und die Firma (1956) mitgewirkt. Köllner, die auch während der Dreharbeiten zur Serie (1960–1963) weiterhin an der Landesbühne Rhein-Main engagiert war, pendelte in dieser Zeit zwischen Theaterbühne und Fernsehstudio hin und her.
Nach Abschluss der Dreharbeiten zur Serie Die Firma Hesselbach spielte Köllner wieder Theater. Außerdem war sie als Hörspielsprecherin tätig. Sie übernahm noch einige wenige weitere Fernsehrollen. 1970 war sie als Mutter in dem Fernsehfilm Weg vom Fenster, einer Produktion von Rainer Werner Fassbinders Produktionsfirma antiteater-X-film, unter der Regie von Michael Fengler zu sehen. 1971 hatte sie eine Rolle in der Tatort-Episode Auf offener Straße als Erna, einer Arbeitskollegin des Opfers. Im Tatort: Augenzeuge (1976) spielte sie auch einen kleinen Dialog mit Henning Venske. Eine kleine Rolle hatte sie 1976 auch in dem Fernsehmehrteiler Der Winter, der ein Sommer war unter der Regie von Fritz Umgelter.
Die Schauspielerin war frühzeitig verwitwet und hatte eine Tochter.

## Filmografie
- 1956: Herr Hesselbach und die Firma
- 1960–1963: Die Firma Hesselbach
- 1970: Weg vom Fenster (Fernsehfilm)
- 1971: Tatort: Auf offener Straße
- 1974: Schule der Frauen (Fernsehfilm)
- 1976: Tatort: Augenzeuge
- 1976: Der Winter, der ein Sommer war